# پونیک (ارمنستان)
پونیک (به ارمنی: Փյունիկ) یک روستا در ارمنستان است که در استان کوتایک واقع شده‌است.   در  کیلومتری شمال هرازدان، مرکز استان کوتایک واقع شده است.

## خصوصیات
پونیک ۳۹۶ نفر جمعیت دارد و در ارتفاع  متر بالاتر از سطح دریا قرار گرفته است.